# Прочан Таїса Василівна
Таїса (Таїсія) Василівна Прочан (нар. 3 жовтня 1943, село Іванівка, тепер Кам'янсько-Дніпровського району Запорізької області — ?) — українська радянська діячка, бригадир овочівницької бригади радгоспу «Іванівка» Кам'янсько-Дніпровського району Запорізької області. Депутат Верховної Ради СРСР 8-го скликання.

## Біографія
Народилася в селянській родині. Освіта середня: у 1960 році закінчила середню школу.
У 1960—1966 роках — робітниця овочівницької бригади, ланкова-овочівник, з квітня 1966 року — бригадир овочівницької бригади радгоспу «Іванівка» села Іванівки Кам'янсько-Дніпровського району Запорізької області.
Член КПРС з 1963 року.
Працювала керуючою відділення радгоспу-заводу «Іванівка» Кам'янсько-Дніпровського району Запорізької області.
Потім — на пенсії в селі Іванівка Кам'янсько-Дніпровського району Запорізької області.

## Нагороди
- орден Трудового Червоного Прапора
- орден «Знак Пошани»
- медаль «За доблесну працю. В ознаменування 100-річчя з дня народження Володимира Ілліча Леніна» (1970)
- медалі